# Religija u Njemačkoj
Religija u Njemačkoj obuhvaća sve vjerske zajednice koje djeluju u Njemačkoj, među kojima prevladava kršćanstvo.

## Povijest
Doseljavanjem Germana u njemačke krajeve prevladavala je germanska poganska vjera, a u krajeve u koje su širenjem došli stari Slaveni staroslavenska vjera. Krajevi pod rimskom vlašću su uz mjesne kultove prakticirali starorimsku religiju. Širenje kršćanstva postupno se širilo u njemačke krajeve. Neki su pokršteni tek u srednjem vijeku. Njemačka je od tad tradicijski kršćanska zemlja zapadne Crkve, tj. katoličanstva. Odvajanje protestanata strahovito je pogodilo Njemačku preko čijeg su se ozemlja vodili višedesetljetni vjerski ratovi (Tridesetogodišnji rat). Sjever je ostao protestantski, a jug katolički. 1817. nastala je Pruska unija Crkava, unija nastala vladinim uredbama koja je na silu ujedinila luterane i kalviniste. Doživjela je dva velika raskola, jedan trajni od 1830-ih, jedan privremeni 1934. – 1948. godine. 
Bismarck je svaku silu u Njemačkoj kojoj je sjedište bilo izvan Njemačke doživljavao neprijateljskom, te je 1873. pokrenuo „Kulturnu borbu” (Kulturkampf) protiv Katoličke Crkve, ali samo u Pruskoj. Ovaj su pokret poduprli njemački liberali jer su Katoličku Crkvu gledali kao „bastion reakcije” i najvećeg neprijatelja; katolici su se okupili oko Centrističke stranke. Nastavak antiklerikalne kampanje bio je odjeljak Kaznenog zakona § 130a, zvani Kanzelparagraph, izglasan u Reichstagu 1871. godine. Dodatno je obespravio katolike. Nekim redovima oduzeta je imovina i zabranjeno djelovanje, poput isusovaca. Svećenicima je zabranjeno predavanje u školama. Zakon se rjeđe primjenjivao od 1878. kad je Bismarck postigao dogovor s papom. Ipak, na snazi je bio sve do 1953. godine. Diskriminacija katolika pri zapošljavanju u državnu službu nastavila se. Samo u Pruskoj, po stanju 1878., samo tri od osam pruskih biskupija još je imalo biskupe, oko 1125 od 4600 župa bilo je prazno. 1800 svećenika zatvoreno je ili natjerano u izgnanstvo. Državni službenici katoličke vjere otpušteni su i na samu sumnju na simpatije za ultramontanizam.
Nacističke vlasti Trećega Reicha progonile su Židove, katolike i protestante. Dio Njemačke koji je poslije rata bio pod sovjetskim blokom bio je pogođen snažnom ateizacijom. 
Doseljavanjem radne snage iz Turske i SFR Jugoslavije (gastarbeitera), potom s Bliskog Istoka narastao je broj islamskih vjernika. S druge strane, doseljeni Hrvati (Hrvatske katoličke misije) i Poljaci povećali su brojnost katolika, a Grci, Bugari i Srbi pravoslavaca u pojedinim područjima. 

## Vjerska struktura
Procjene koje navodi CIA govore o sljedećem vjerskom sastavu:
- protestanti 34 %
- rimokatolici 34 %
- muslimani 3,7 %
- neafilirani ili ostali 28,3 %

Njemačke službene brojke potvrđuju da je kršćanstvo najbrojnije s oko 61 % stanovništva Njemačke. (66,8 % na popisu 2011.). Dvije najbrojnije Crkve su Katolička Crkva i protestantska Evangelička Crkva u Njemačkoj (EKD). 2014. godine Katolička Crkva u svojim je evidencijama imala 29,5% stanovnika a Evangelička Crkva 27,9% stanovnika. Ostale kršćanske Crkve i skupine činile su 3,3% stanovnika, uz procjene da je pravoslavnih vjernika između 1,3% i 1,9%.

## Vremenski tijek
- Širenje kršćanstva u Europi i na Sredozemlju.
- Europa u doba velike podjele 1054. godine.
- Religija u Europi, na Sredozemlju i na Bliskom Istoku 1100.
- Zapadni raskol. Pristaše avignonskog (crveno) i rimskog (plavo) pape. 1409. slika se mijenja pojavom pisanskog pape. Zemljovid još nije potpun i točan.
- Religije u Europi 1560.